# Xenoperdix
Xenoperdix là một chi chim trong họ Phasianidae.